# 레스 메이필드
레스 메이필드(Les Mayfield)는 미국의 영화 배우이자 프로듀서이다. 2022년 기준으로 2007년 코미디 작품 코드 네임 - 클리너가 그의 마지막 감독 작품으로 남아있다.

## 참여 작품
- 원시 틴에이저
- 34번가의 기적 (1994년 영화)
- 플러버 (영화)
- 경찰서를 털어라
- 파이브 건스
- 더 맨 (2005년 영화)
- 코드 네임 - 클리너